# Ola Holmgren
Karl Erik Ola Holmgren, född 20 maj 1946 i Umeå, är svensk litteraturvetare. Han är professor emeritus i litteraturvetenskap vid Södertörns högskola. 
Ola Holmgren disputerade 1979 på en avhandling om Ivar Lo-Johanssons debutroman Måna är död. Holmgren har verkat som litteratur- och teaterkritiker och undervisat på Teaterhögskolan i Stockholm, Dramatiska institutet vid Stockholms universitet och Södertörns högskola samt varit redaktör för tidskriften Ord & Bild 1985–1986. Han var ordförande i Ivar Lo-sällskapet 1993–2001. Ordförande i Vilhelm Moberg-sällskapet 2023-
Han var gift första gången 1977–1981 med Ebba Witt-Brattström, andra gången 2000–2001 med Monica Aasprong och tredje gången 2009–2017 med Åsa Melldahl.

## Priser och utmärkelser
- Kurt Aspelins pris 1979
- Ivar Lo-Johanssons personliga pris 1999